# ایرشاوا
شهر ایرشاوا (به روسی: Іршава) در استان زاکارپاتیا در کشور اوکراین واقع شده‌است. جمعیت این شهر ۹٬۵۱۵ نفر است.

## نگارخانه

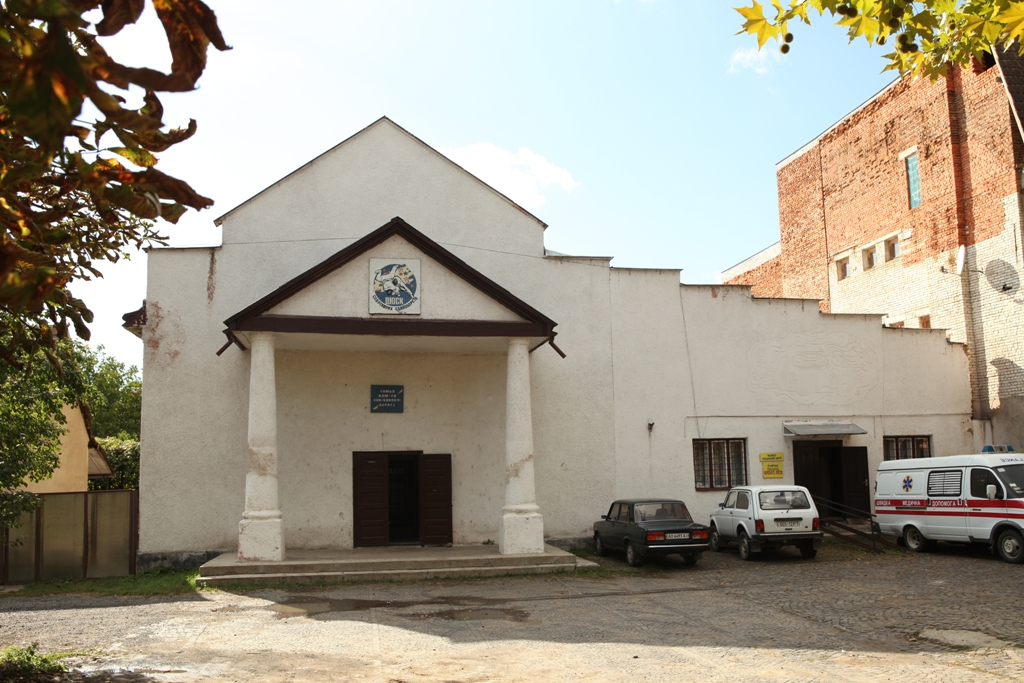
کلوپ قدیمی
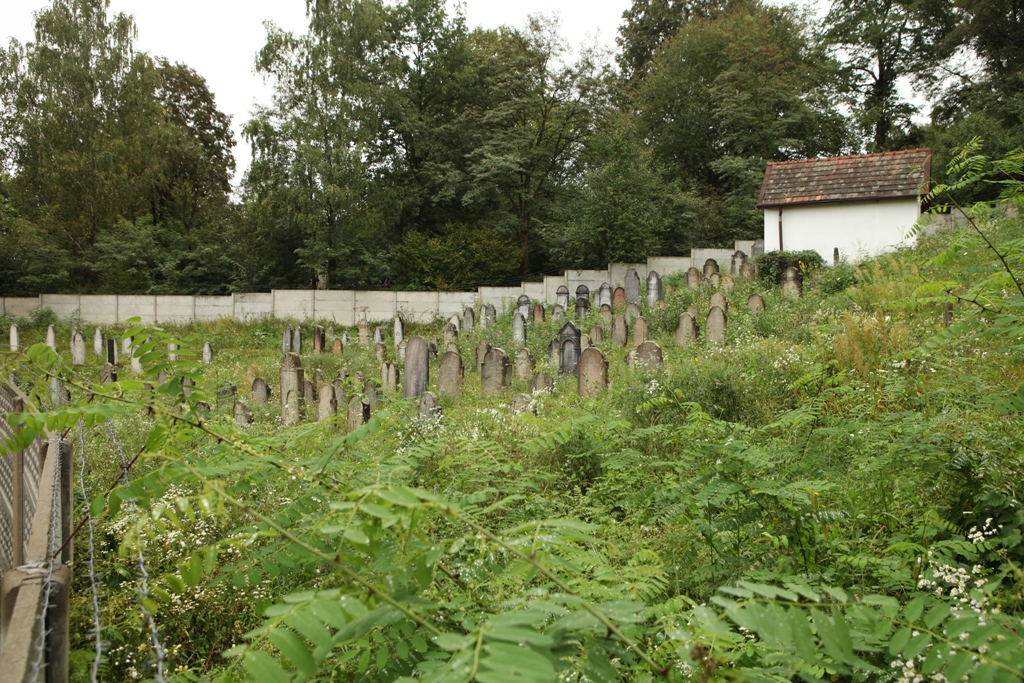
قبرستان در ایرشاوا